# Poemenesperus nigrovelutinus
Poemenesperus nigrovelutinus es una especie de escarabajo longicornio del género Poemenesperus, tribu Tragocephalini, subfamilia Lamiinae. Fue descrita científicamente por Breuning en 1938.
Se distribuye por República Democrática del Congo. Mide aproximadamente 11,5-12 milímetros de longitud.